# Distretto di Ocnița
Il distretto di Ocnița è uno dei 32 distretti della Moldavia, il capoluogo è la città di Ocnița.

## Società

### Evoluzione demografica
In base ai dati del censimento, la popolazione è così divisa dal punto di vista etnico:
| Etnia       | Abitanti | %     |
| ----------- | -------- | ----- |
| Moldavi     | 32.491   | 57,49 |
| Ucraini     | 17.351   | 30,70 |
| Russi       | 2.764    | 4,89  |
| Gagauzi     | 79       | 0,14  |
| Bulgari     | 60       | 0,11  |
| Rumeni      | 104      | 0,18  |
| Altre etnie | 3.661    | 6,48  |

Tra gli abitanti segnalati come altre etnie, 3.417 sono Rom

## Geografia antropica

### Suddivisioni amministrative

#### Città
1. Ocnița
2. Otaci
3. Frunză

#### Comuni
1. Bîrlădeni
2. Bîrnova
3. Calarașovca
4. Clocușna
5. Corestăuți
6. Dîngeni
7. Gîrbova
8. Grinăuți-Moldova
9. Hădărăuți
10. Lencăuți
11. Lipnic
12. Mereșeuca
13. Mihălășeni
14. Naslavcea
15. Ocnița
16. Sauca
17. Unguri
18. Vălcineț